# Скарбек
Скарбек (пол. Skarbek, мн. Skarbkowie) — графский и дворянский род.
Род герба Абданк, происходящий из Великой Польши и известный уже в XIV веке. Яков Скарбек начальствовал своим собственным отрядом в битве под Грюнвальдом (1410), Ян Скарбек (1661—1733) был архиепископом львовским.
Граф Игнатий Скарбек (умер в 1842 г.), великий ловчий коронный галицийский, устроил убежище для больных в Бурштыне. Граф Станислав Скарбек (1780—1848) основал польский театр своего имени во Львове. Род Скарбеков внесён в родословную книгу дворян Царства Польского.
- Скарбек, Кристина (1908—1952) — польская разведчица, агент британского Управления специальных операций во время Второй мировой войны.
- Скарбек, Фредерик Флориан (1792—1866) — польский писатель и общественный деятель.